# Bibliotheca antitrinitariorum
Bibliotheca antitrinitariorum eller Antitrinitariska biblioteket, som först publicerades 1684, är ett postumt arbete av Christopher Sandius (Christopher Sand), en framstående antitrinitarier, där han kronologiskt listar alla socianska eller moderna antitrinitariska författare från reformationen till 1684, med en kort redogörelse av deras liv och en katalog över deras verk. Boken förbereddes för publicering av Benedykt Wiszowaty, som lade till åtta korta essäer om historisk polsk socianism.

## Besläktat verk
- Bibliotheca Fratrum Polonorum quos Unitarios vocant eller De Polska Brödernas bibliotek.